# Qunut
 (avril 2025).
Si vous disposez d'ouvrages ou d'articles de référence ou si vous connaissez des sites web de qualité traitant du thème abordé ici, merci de compléter l'article en donnant les références utiles à sa vérifiabilité et en les liant à la section « Notes et références ».

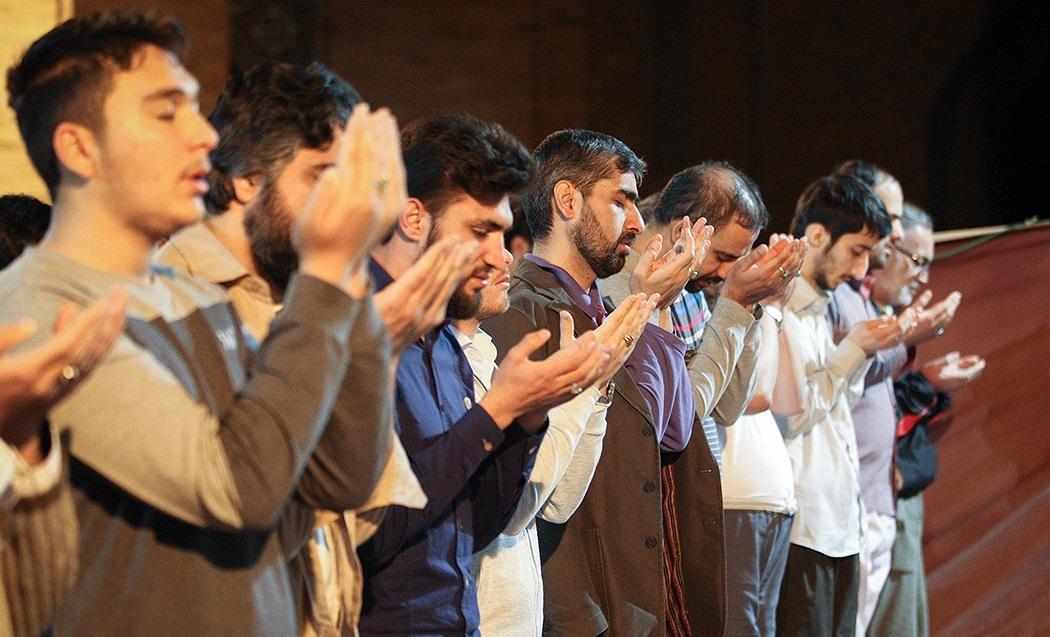
Hommes pratiquant le Qunut.

Le "Qunut " est un type de prière de supplication faite en se tenant debout dans l'Islam.

## Nom
"Qunut" (en arabe : القنوت) signifie littéralement « être obéissant » ou « l'acte de se tenir debout » en arabe classique. Le mot douâa (en arabe : دعاء) est l'arabe pour supplication, donc la dénomination plus longue douʿā' qunūt est parfois utilisée.
Le Qunut a de nombreuses significations linguistiques, telles que l'humilité, l'obéissance et la dévotion. Cependant, il est plus souvent entendu comme une dou'â' spéciale qui est récitée pendant la prière.

## Applications
Il est permis de faire le qunut avant d'entrer dans le ruku' (s'incliner), ou il peut être récité quand on se lève juste après le ruku'. Humaid dit : "J'ai demandé à Anas : "Le qunut est-il avant ou après le ruku' ?" il a dit : "Nous le faisons avant ou après"." Ce athar été raconté par Ibn Majah et Muhammad ibn Nasr. Dans Fath al-Bari, Ibn Hajar al-Asqalani commente que sa chaîne est irréprochable.
L'école minoritaire ibadite de l'Islam rejette complètement la pratique du qunūt. Cependant, il est normatif dans toutes les prières quotidiennes parmi les  chiites duodécimains.